# Rendier
Het rendier (Rangifer tarandus) is een zoogdier uit de familie van de hertachtigen (Cervidae). De wetenschappelijke naam van de soort werd als Cervus tarandus in 1758 gepubliceerd door Carl Linnaeus in de tiende editie van Systema naturae. Rendieren komen in het wild voor in de taiga en toendra van Noord-Europa, het noorden van Azië en Noord-Amerika. Het rendier is lang geleden in Eurazië gedomesticeerd en wordt nog altijd gehouden door de inheemse volkeren van de boreale en arctische zones, onder meer de Saami, Evenken, Nenetsen en Tsjoektsjen. Ze worden gehouden voor hun vlees, hun huid, als trekdier, als rijdier en soms ook voor hun melk. Noord-Amerikaanse rendieren worden veelal kariboe genoemd. In tegenstelling tot andere hertachtigen, dragen zowel de mannelijke als de vrouwelijke dieren een gewei, dat tegen oktober of november afvalt, behalve bij drachtige vrouwtjes, die hun gewei dat jaar behouden. 

## Ecologie
Het rendier is een sociaal dier dat zeer grote kuddes kan vormen. Rendieren eten vooral korstmos, dat gevormd wordt door samenleving of symbiose van een schimmel en algen. Als de toendra bedekt is met sneeuw en ijs, weten de dieren dit met hun hoeven te verwijderen om zo dit diepgevroren voedsel te bereiken. De voornaamste vijand van het rendier is de wolf (Canis lupus) die vooral zwakke dieren grijpt.

## Voortplanting
In mei of juni wordt na een draagtijd van 210 tot 240 dagen één kalf geboren.

## Ogen
Het rendier heeft ogen die aangepast zijn aan de arctische winters. In de donkere winter zorgt het tapetum lucidum ervoor dat de ogen van het dier een andere kleur krijgen. In de zomer reflecteert het tapetum lucidum geel licht, maar onder invloed van de winter weerkaatst het tapetum lucidum blauw licht. De ogen worden daardoor vermoedelijk 1000 tot 10.000 keer gevoeliger voor licht, wat wel ten koste gaat van de scherpte van het zicht.

## Verspreiding
Het rendier is wijdverspreid in het noorden van het holarctisch gebied. Oorspronkelijk werd het dier aangetroffen in Scandinavië, delen van Oost-Europa, Rusland, Mongolië, het noorden van China, West-Groenland en het noorden van Noord-Amerika. Tegenwoordig is het rendier in vele, voornamelijk zuidelijke gebieden verdwenen. In Oost-Groenland stierf het rendier begin 20e eeuw uit als gevolg van voedselgebrek na een aantal strenge winters. In Noord-Europa wordt de soort nog in het wild aangetroffen in Noorwegen, Finland, Zweden en Rusland.

## Ondersoorten
Er is geen overeenstemming onder taxonomen over de te onderscheiden ondersoorten. Wilson & Mittermeier (2011) onderscheiden er twaalf, waarvan twee rond 1900 zijn uitgestorven.
- Rangifer tarandus tarandus – Noord-Europees rendier, komt voor in Noorwegen en de toendra van Lapland en Europees Rusland.[3][7]
- Rangifer tarandus fennicus Lönnberg, 1909 – Bosrendier, komt voor in Finland en Russisch-Karelië.[1][6]
- Rangifer tarandus platyrhynchus Vrolik, 1829 – Spitsbergenrendier, komt voor op Spitsbergen.[3][6][7]
- Rangifer tarandus pearsoni Lydekker, 1903 – Komt voor op Nova Zembla.[1][6]
- Rangifer tarandus sibiricus Murray, 1866 – Euraziatisch toendrarendier, komt voor in West- en Oost-Siberië tot aan de rivier Lena en het Baikalmeer, met inbegrip van de eilanden in de Noordelijke IJszee.[3][7]
- Rangifer tarandus valentinae Fljorov, 1933 – Komt voor in het Oeralgebergte, de Altaj, Westelijke Sajan, Koeznetskse Alataoe, Toeva en het noorden van Mongolië.[6][8]
- Rangifer tarandus phylarchus Hollister, 1912 – Komt voor in Transbaikal, het zuiden van Jakoetië, de gebergten rondom de Zee van Ochotsk, waaronder het Dzjoegdzjoergebergte, Kamtsjatka, het noorden van het Sichote-Alingebergte en Sachalin.[3][6][9]
- Rangifer tarandus caribou (Gmelin, J.F. 1788) – Boskariboe, komt voor in de boreale zone van Canada, van het zuiden van Yukon tot Labrador en Newfoundland. Is daarnaast ook aanwezig in het noordwesten van de Verenigde Staten, in het noordoosten van Washington, het noorden van Idaho en het westen van Montana.[6][10]
- † Rangifer tarandus dawsoni Thompson Seton, 1900 – Uitgestorven. Kwam voor op Grahameiland, Canada.[11]
- Rangifer tarandus pearyi J.A. Allen, 1902 – Peary-kariboe, komt voor in de noordelijke Canadese Arctische Eilanden.[6][12]
- Rangifer tarandus groenlandicus (Linnaeus, 1767) – Toendrakariboe, komt voor in het westen van Groenland, Nunavut, delen van de Northwest Territories en Alaska.[6][7]
- † Rangifer tarandus eogroenlandicus Degerbøl, 1957 – Uitgestorven. Kwam voor in het oosten van Groenland.[13]

## Folklore
De slee van de kerstman wordt door rendieren getrokken.

## Afbeeldingen

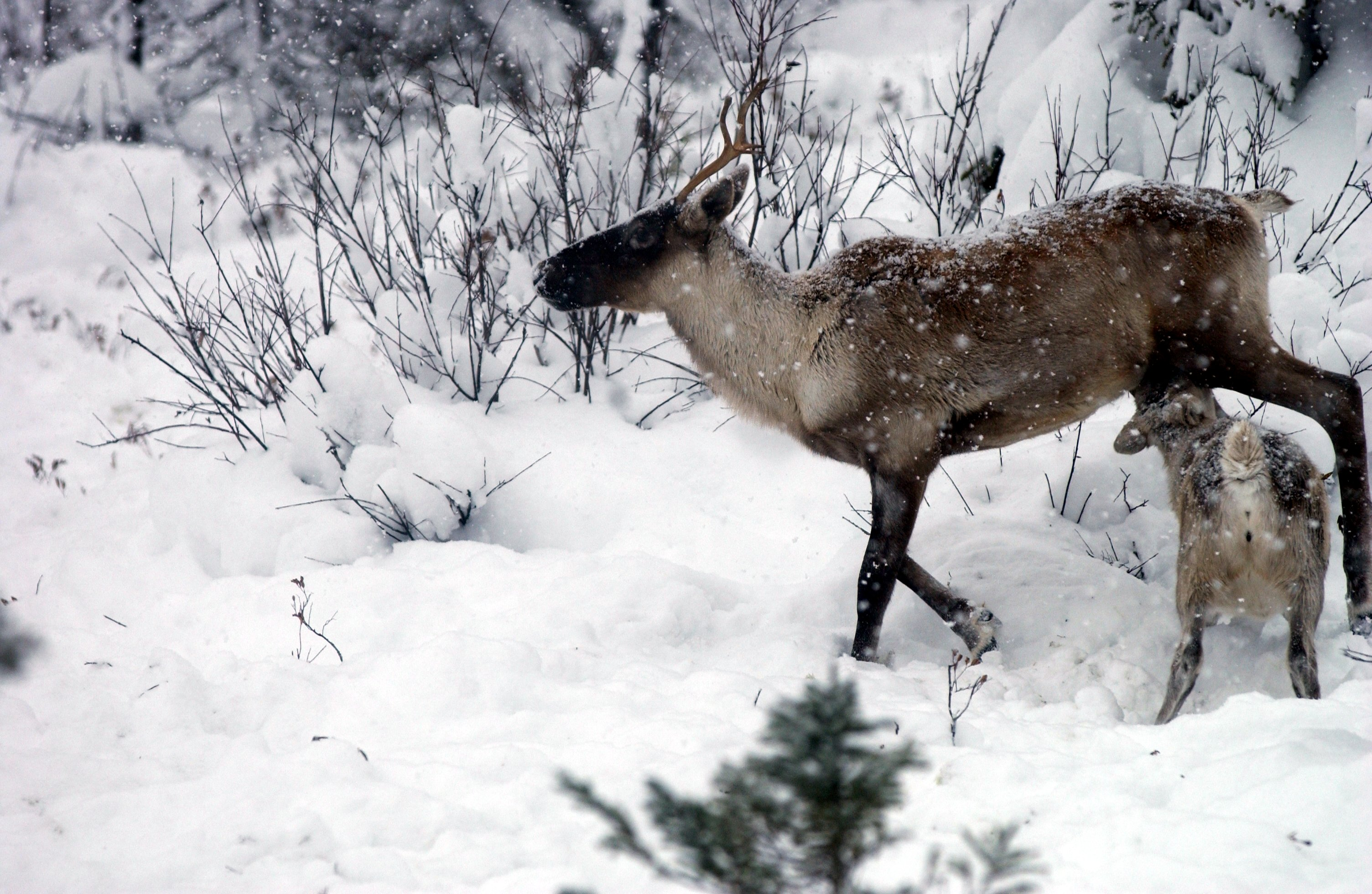
Rangifer tarandus caribou zoogt haar jong
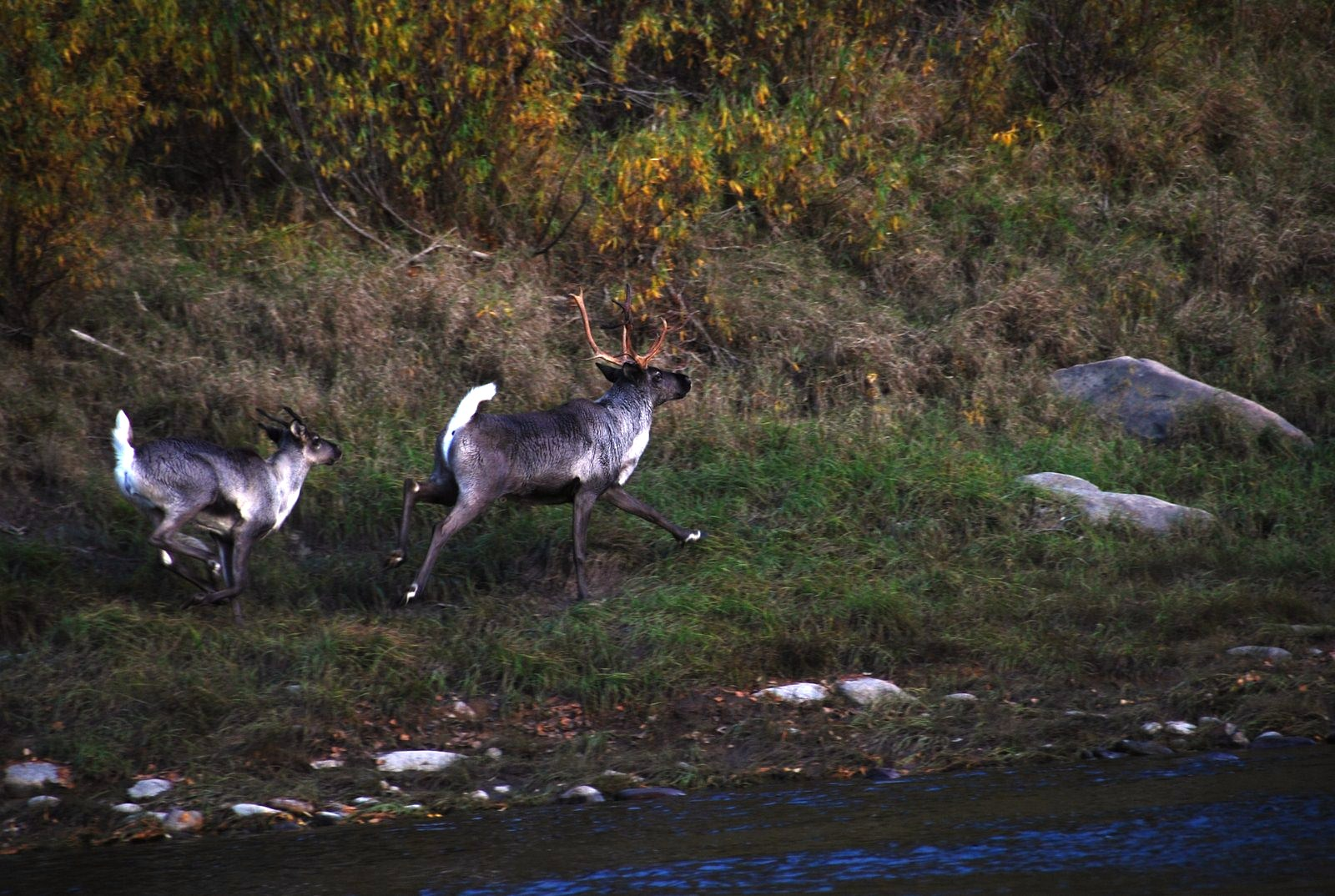
Rangifer tarandus phylarchus in het zuiden van Jakoetië
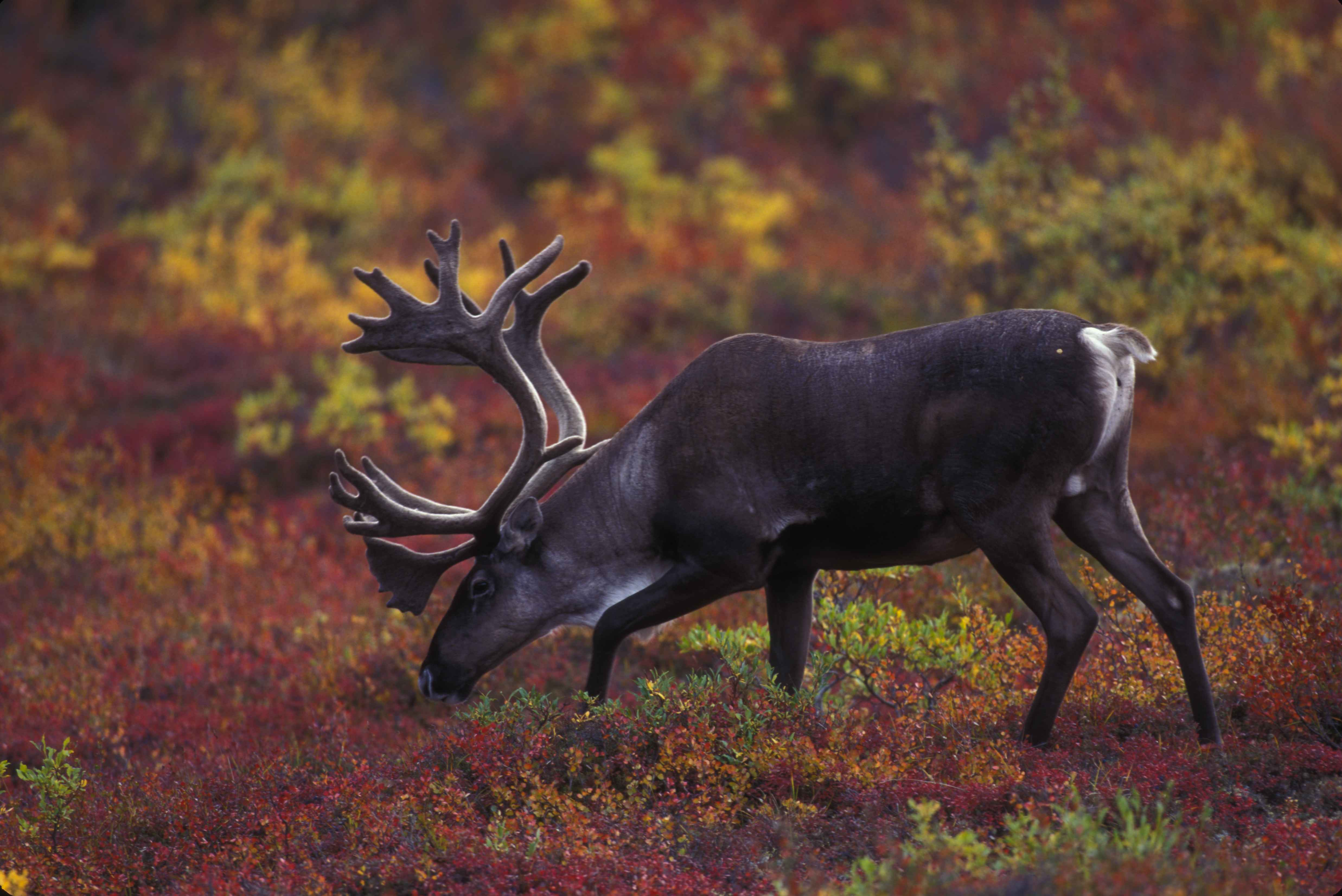
Rangifer tarandus groenlandicus
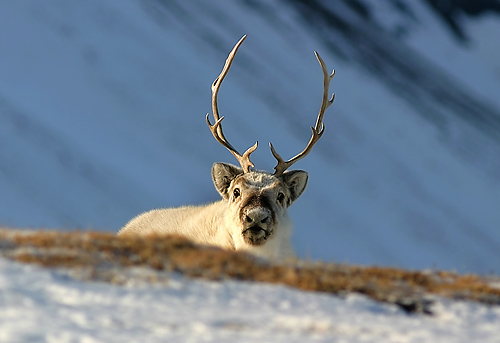
Spitsbergenrendier (Rangifer tarandus platyrhynchus)
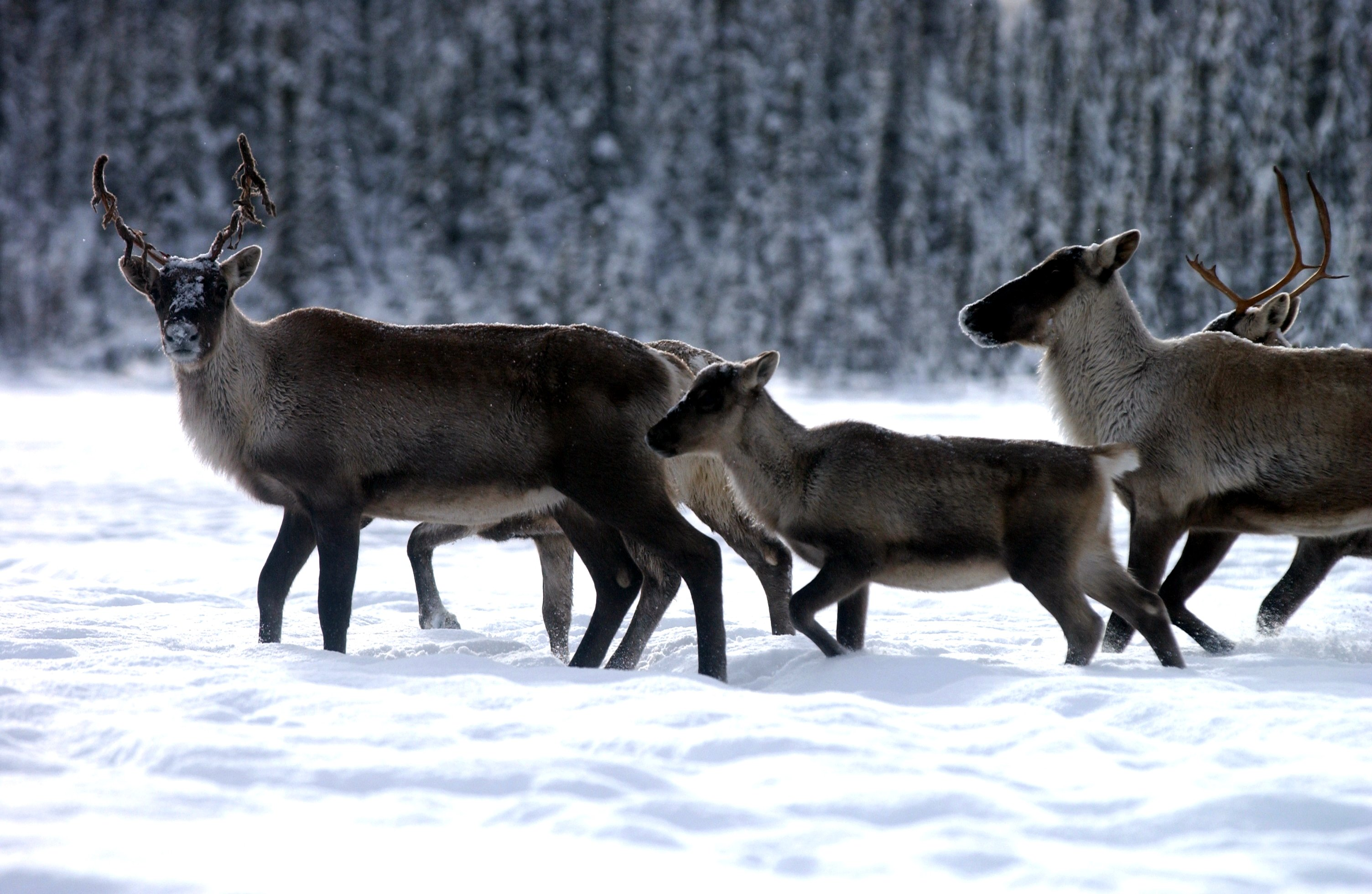
Kleine kudde van de ondersoort caribou
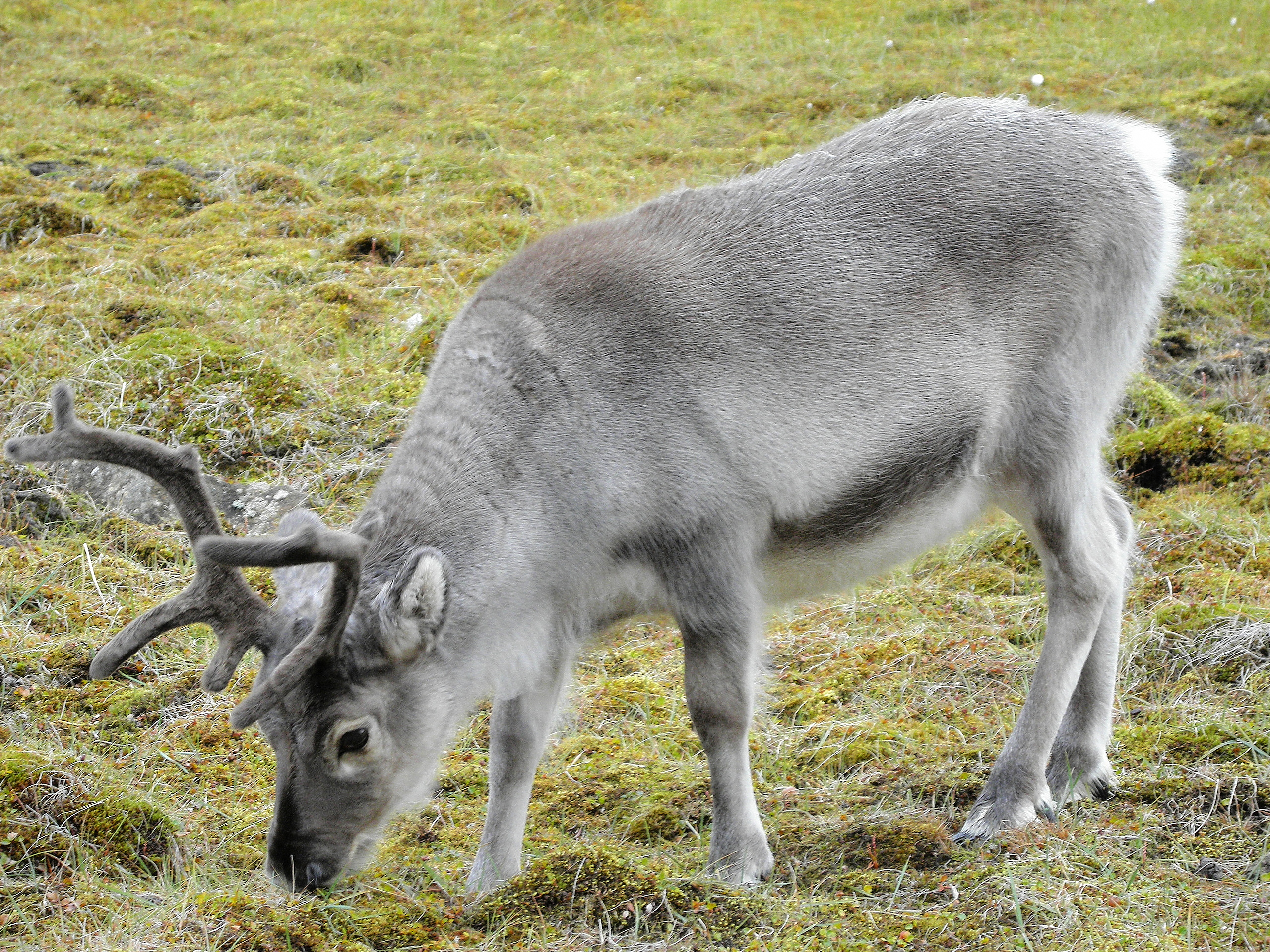
De op Spitsbergen voorkomende ondersoort is kortbeniger dan andere ondersoorten
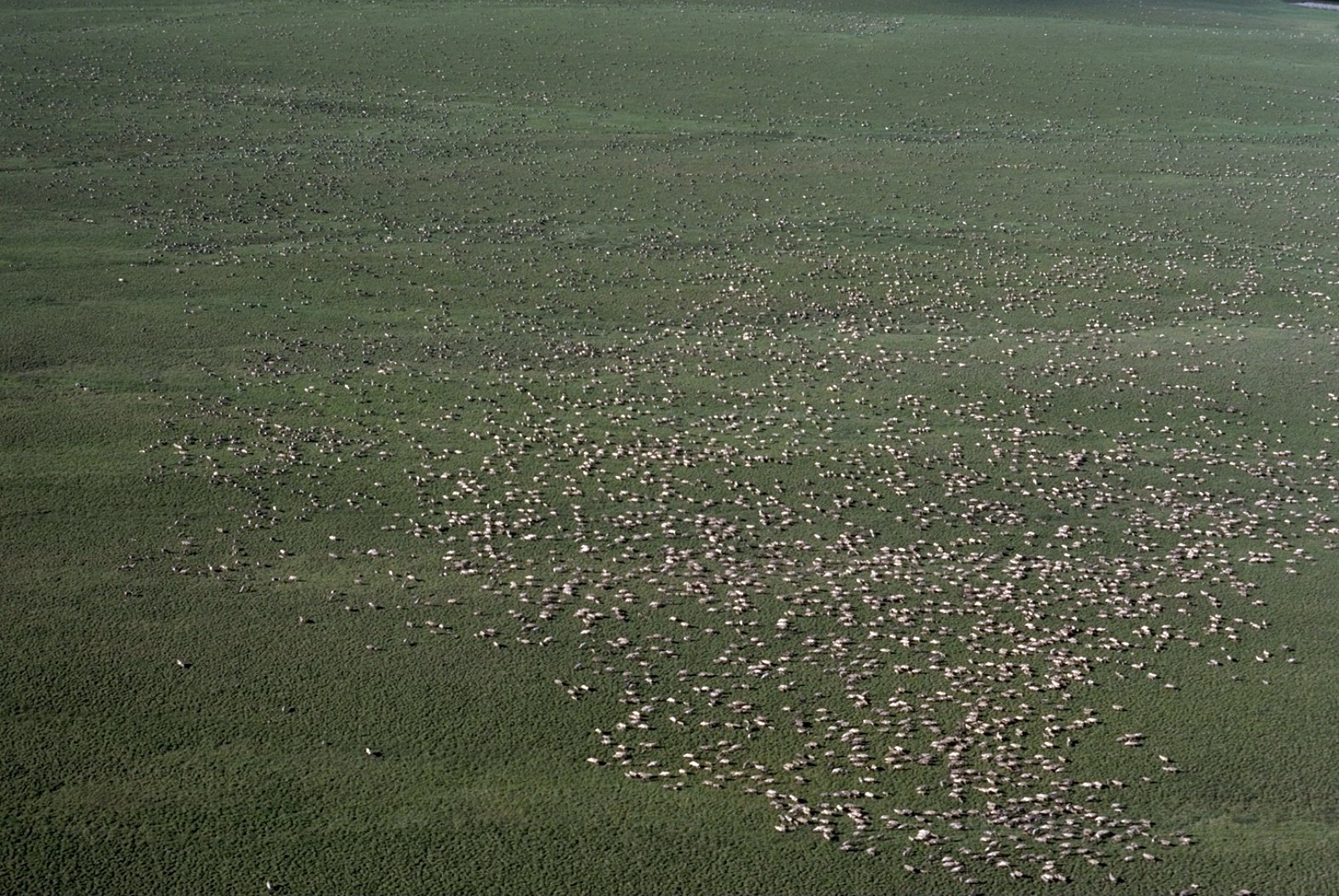
Enorme kudde in Alaska